# Britisch-französische Garantieerklärung
Als britisch-französische Garantieerklärung wird die Erklärung der Regierungen Großbritanniens und Frankreichs vom 31. März 1939 bezeichnet, welche die Unabhängigkeit Polens zum Gegenstand hat. Inhalt war die Versicherung des Beistandes in jeglicher Form, sollte die polnische Unabhängigkeit in einer klaren Weise bedroht werden und Polen diese militärisch verteidigen. Die Erklärung wurde vom britischen Premierminister Neville Chamberlain im Namen seiner Regierung und der Frankreichs vor dem britischen Unterhaus abgegeben.
Nach der italienischen Besetzung Albaniens (7.–12. April 1939) sagte Großbritannien am 13. April (wiederum vor dem Unterhaus) in einer ähnlichen Erklärung auch Rumänien und Griechenland Unterstützung und Schutz zu. Am 25. August 1939 wurde das Agreement of Mutual Assistance unterschrieben.

## Auswirkungen
Die Garantieerklärung bedeutete nicht, dass Großbritannien und Frankreich nun zum Krieg gegen das nationalsozialistische Deutschland bereit gewesen wären. Es sollte Hitler damit vielmehr zum allerletzten Mal vor weiteren Aggressionen gewarnt werden: Angestrebt waren weiterhin Verhandlungen über eine dauerhafte Friedensordnung, in die auch Deutschland mit einbezogen werden sollte.
Hitler hielt diese Garantieerklärung für eine Maßnahme zur Abschreckung ohne wirkliche Handlungsabsichten. Um seine Verhandlungsposition zu stärken, erweiterte Frankreich in der Folge sein Bündnis mit Polen von 1921 um eine gegenseitige Beistandspflicht im Falle eines deutschen Angriffs (Kasprzycki-Gamelin-Konvention, 19. Mai 1939). Die britische Regierung vereinbarte bei einem Besuch des polnischen Außenministers Józef Beck Anfang April 1939 die Formalisierung in Form eines Beistandspaktes, über dessen genauen Inhalt noch beraten werden sollte.
Mit dem Stahlpakt mit Italien (22. Mai) und dem Nichtangriffspakt mit der Sowjetunion (23. August), der in einem geheimen Zusatzprotokoll die Aufteilung Polens und anderer Staaten Osteuropas vorsah, wollte sich Hitler unter anderem gegen ein Eingreifen der Westmächte zugunsten Polens absichern. Am 25. August (kurz nach dem Bekanntwerden des Hitler-Stalin-Pakts) unterschrieben die Bevollmächtigten der beiden Regierungen (Lord Halifax und Edward Raczyński) das Agreement of Mutual Assistance (dt. oft „Beistandspakt mit Polen“ genannt).
Im Falle eines Angriffs mit Truppen gegen Polen kündigten Großbritannien und Frankreich an, dieser Macht den Krieg zu erklären. Der Haupttext des britisch-polnischen Vertrags nennt den Angreifer nicht namentlich; in einem geheimen Zusatzprotokoll wurde die „europäische Macht“ als „Deutschland“ definiert. Großbritannien war also nicht verpflichtet, auch bei einem Einmarsch der Sowjetunion in Polen zu reagieren. Frankreich finalisierte seinen Pakt mit Polen erst am 4. September, einen Tag nach der französischen Kriegserklärung an Deutschland.

## Der „Verrat des Westens“
Die Unterstützung der Westmächte nach dem deutschen Überfall auf Polen blieb dann weit hinter dem erwarteten Ausmaß zurück (Sitzkrieg). Laut der französisch-polnischen Vereinbarung hätte spätestens 15 Tage nach dem Einmarsch deutscher Truppen in Polen eine größere französische Offensive an der deutschen Westgrenze erfolgen müssen. Tatsächlich überschritten französische Truppen am 9. September 1939 in der Saar-Offensive die Grenze; am 12. September standen sie bis zu acht Kilometer auf deutschem Gebiet (wobei sie zwölf deutsche Ortschaften entlang der geräumten Grenzzone im Saargebiet vor dem Westwall besetzten). Truppen der Wehrmacht leisteten befehlsgemäß keinen Widerstand – Deutschland wollte einen Zweifrontenkrieg vermeiden.
Dieses Ausbleiben militärischer Unterstützung wird in Polen bis heute als „Verrat des Westens“ bezeichnet. Zusätzlich staatspolitisch komplizierend wirkte allerdings die Tatsache, dass Polen auf den Einmarsch der sowjetischen Truppen ins eigene Land nicht mit einer Kriegserklärung an die Sowjetunion (oder auch nur mit einer Erklärung eines Kriegszustandes mit anderen Angreifern als Deutschland) reagiert hatte, sondern den Schritt einer Kriegserklärung an die Sowjetunion stattdessen von Großbritannien forderte – ein Schritt, zu dem sich das Vereinigte Königreich nicht bereiterklären wollte. Ob der Botschafter Polens in London, Graf Raczyński, sich der Existenz des geheimen Zusatzprotokolls (das den Beistand Großbritanniens auf aggressive Handlungen Deutschlands beschränkte) bewusst war, als er diesen Schritt von Großbritannien forderte, ist umstritten.